# Кінь (срібна монета)
«Кінь» — пам'ятна монета номіналом 5 гривень зі срібла, випущена Національним банком України. Присвячена коню, зображення якого знаходиться на пам'ятках культури Київської Русі.
Монету введено в обіг 26 лютого 2019 року. Вона належить до серії «Фауна в пам'ятках культури України».

## Опис монети та характеристики
| Номінал грн. | Метал            | Маса, г       | Діаметр, мм | Якість виготовлення       | Гурт                           | Тираж, штук |
| ------------ | ---------------- | ------------- | ----------- | ------------------------- | ------------------------------ | ----------- |
| 5            | срібло 925 проби | 15,55 / 16,81 | 33,0        | спеціальний анциркулейтед | гладкий із заглибленим написом | 4 000       |

### Аверс
На аверсі монети розміщено: угорі малий Державний Герб України, напис «УКРАЇНА», під яким — рік карбування монети «2019» та номінал «5/ГРИВЕНЬ»; у центрі — позолочене зображення фрагмента київського кам'яного рельєфу ХІ ст. із зображенням святого великомученика Євстафія Плакиди на тлі (праворуч) образу Георгія Побідоносця з ікони другої половини XV ст.

### Реверс
На реверсі монети ліворуч зображено голову коня, праворуч від якого на дзеркальному тлі розміщено вертикальний напис «КІНЬ» (унизу) та фрагмент шиферної плити ХІ ст. із зображенням святих вершників, що топчуть змій.

## Автори

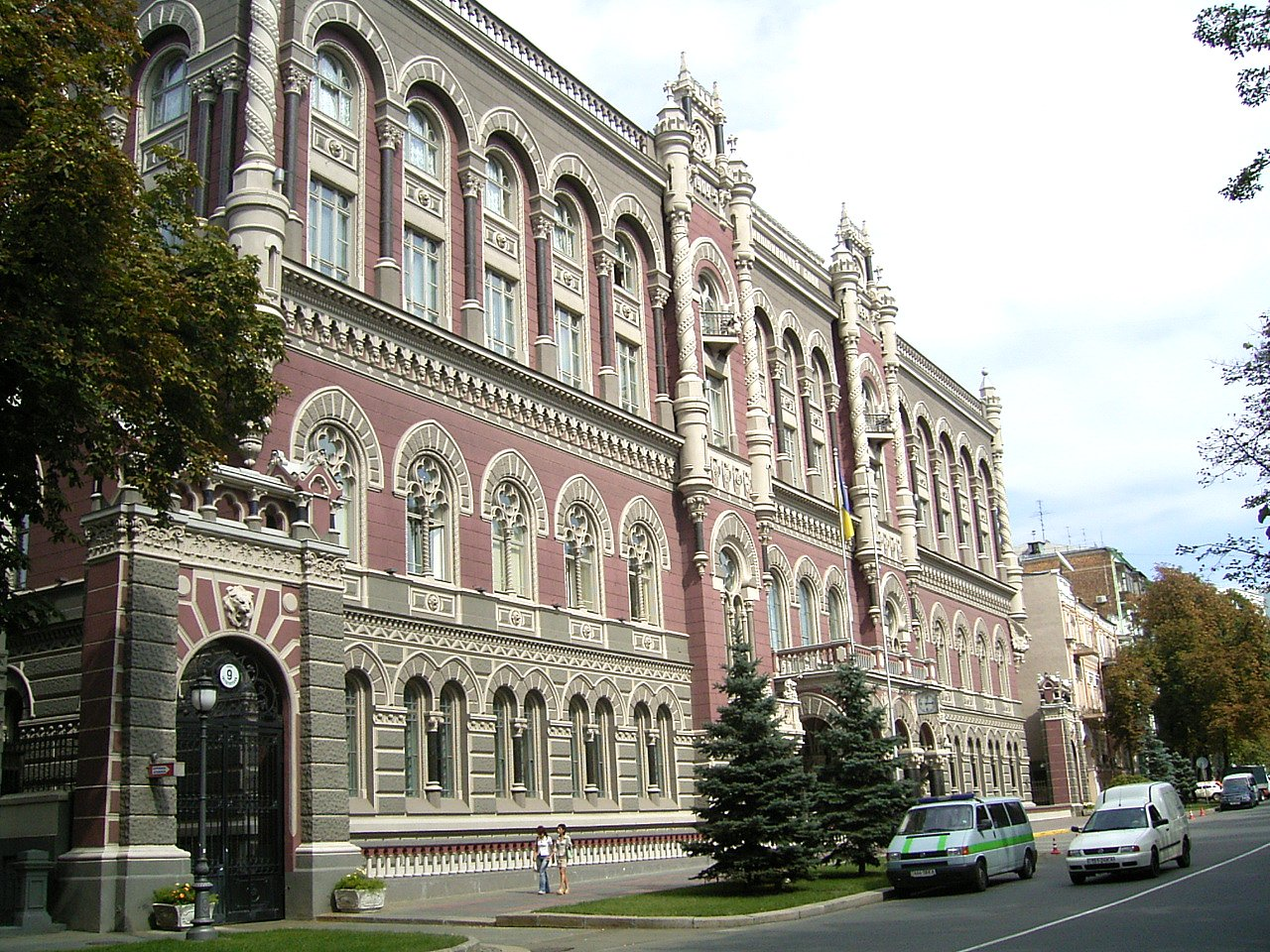
Будівля Національного банку України

- Художники: Таран Володимир, Харук Олександр, Харук Сергій.
- Скульптори — Демяненко Анатолій.

## Вартість монети
Під час введення монети в обіг 2019 року, Національний банк України реалізовував монету за ціною 563 гривні.
Фактична приблизна вартість монети, з роками змінювалася так:
| Рік        | 2019 | 2020 | 2021  | 2022  | 2023  | 2024  | 2025  |
| ---------- | ---- | ---- | ----- | ----- | ----- | ----- | ----- |
| Ціна, грн. | 760  | 800  | 1 300 | 2 000 | 2 050 | 3 800 | 3 900 |